# Alfa Romeo 2000
Alfa Romeo 2000 – samochód produkowany przez włoską firmę Alfa Romeo w latach 1958–1974. Dostępny jako 2-drzwiowe coupé, kabriolet oraz 4-drzwiowy sedan (Berlineta). Następca modelu 1900. Do napędu 2000 użyto czterocylindrowego silnika rzędowego o pojemności 2 litrów. Moc przenoszona była na koła tylne poprzez 5-biegową manualną skrzynię biegów.
Samochód był bardzo drogi – w USA w 1960 roku sedan kosztował 5028 dolarów.

## Dane techniczne (Spider)

### Silnik
- R4 2,0 l (1975 cm³), 2 zawory na cylinder
- Średnica × skok tłoka: 84,50 mm × 88,00 mm
- Stopień sprężania: 8,5:1
- Moc maksymalna: 116 KM (85,8 kW) przy 5700 obr./min
- Maksymalny moment obrotowy: 152 N•m przy 3500 obr./min

### Osiągi
- Przyspieszenie 0-100 km/h: 14,2 s
- Prędkość maksymalna: 179 km/h